# П'єтрарі (Вилча)
П'єтрарі (рум. Pietrari) — село у повіті Вилча в Румунії. Входить до складу комуни П'єтрарі.
Село розташоване на відстані 172 км на північний захід від Бухареста, 19 км на захід від Римніку-Вилчі, 89 км на північ від Крайови, 131 км на південний захід від Брашова.

## Населення
За даними перепису населення 2002 року у селі проживали 1813 осіб, з них 1811 осіб (99,9%) румунів. Рідною мовою 1811 осіб (99,9%) назвали румунську.